# ماثيو دان
ماثيو دان (بالإنجليزية: Matthew Dunn) هو سباح أسترالي، ولد في 2 سبتمبر 1973 في ليتون في أستراليا.

## وصلات خارجية
- ماثيو دان على موقع الاتحاد الدولي للسباحة (الإنجليزية)
- ماثيو دان على موقع SwimRankings.net (الإنجليزية)
- ماثيو دان على موقع أوليمبيديا (الإنجليزية)
- ماثيو دان على موقع اللجنة الأولمبية الأسترالية (الإنجليزية)
- ماثيو دان على موقع اتحاد ألعاب الكومنولث (مؤرشف) (الإنجليزية)